# Джессік Нганкам
Джессік Гайтан Нганкам (фр. Jessic Gaïtan Ngankam, нар. 20 липня 2000, Берлін, Німеччина) — німецький футболіст камерунського походження, форвард франкфуртського «Айнтрахта».

## Клубна кар'єра
Джессік Нагнкам народився у Берліні, з шестирічного віку почав займатися футболом у школі столичного клубу «Герта». З 2019 року форварда почали залучати до матчів другого складу «Герти». У травні 2020 року Нагнкам зіграв свій перший матч за основний склад у Бундеслізі.
Перед сезоном 2021/22 Нганкам відправився в оренду до новачка Бундесліги — «Гройтер Фюрт».

## Збірна
У 2017 році Джессік Нагнкам був включений у заявку юнацької збірної Німеччини (U-17) на участь у юнацькому чемпіонаті світу, що проходив в Індії. На турнірі Нганкам зіграв у чотирьох матчах.

## Особисте життя
Джессік народився у родині вихідців з Камеруну. Його старший брат Руссель також професійний футболіст, грає на позиції форварда у німецькому клубі «Ваттеншайд 09».